# Чентро 22 (Рим)
Чентро 22 је насеље у Италији у округу Рим, региону Лацио.
Према процени из 2011. у насељу је живело 12 становника. Насеље се налази на надморској висини од 9 м.